# Ewa Kuryło
Ewa Kuryło-Pręgowska (ur. 14 kwietnia 1955 w Koszalinie) – polska aktorka teatralna, telewizyjna, filmowa.

## Życiorys
Absolwentka PWST w Warszawie (1980). Występowała na warszawskich scenach w Teatrze Rozmaitości (1980–1984), Teatrze na Woli (1984–1985), Teatrze Syrena (1985–1986).
Popularność przyniosły jej role serialowe m.in. Halinki w Plebanii (2000–2008), dyrektorki szkoły, Wiesławy Oleś, w Ranczu (2006–2009, 2011–2016) oraz Marcjanny Kuban w serialu „Zmiennicy”.

### Życie prywatne
Żona aktora Piotra Pręgowskiego, mają córkę Zofię.

## Teatr telewizji
- 2003: Obrona jako Justyna Kulicka

## Filmografia
- 1981: Przypadki Piotra S. jako Krystyna
- 1984: Umarłem, aby żyć jako pielęgniarka asystująca przy „operacji”
- 1984: 1944 jako Obsada aktorska
- 1986: Zmiennicy jako prostytutka Marcjanna Kuban „Beluszka” (odc. 7)
- 1987: Polska historia kina jako Obsada aktorska
- 1987: Brawo mistrzu jako striptizerka Majka
- 1996-1997: Kulfon, co z ciebie wyrośnie? jako straszydło (odc.1) / królewna (odc. 6) / wróżka (odc. 10, 21) / kobieta (odc. 13) / stomatolog (odc. 14) / ptaki (odc. 17) / kaczka (odc. 20) – (głos postaci animowanej)
- 2000–2008: Plebania jako Halina Sroka, żona Zbyszka
- 2004: Pensjonat pod Różą jako Sabina Przełęcka (odc. 29)
- 2006–2009 Ranczo (sezony 1-4) jako dyrektorka szkoły Wiesława Oleś (odc. 2, 3, 4, 13, 17, 22, 26, 29, 34, 36, 37, 38, 39, 40, 41, 42, 43, 45, 46, 47, 48, 49, 51, 52)
- 2007: Ranczo Wilkowyje jako dyrektorka szkoły Wiesława Oleś
- 2008: Wiosna 1941 jako niania Agata
- 2009: Pierwsza miłość jako położna Janina Walecka (odc. 1876, 1877, 1878, 1882, 1883)
- 2011–2016: Ranczo (sezony 5-10) jako dyrektorka szkoły Wiesława Oleś (odc. 53, 55, 56, 60, 62, 65, 66, 67, 68, 69, 71, 72, 75, 76, 77, 78, 82, 87, 89, 90, 91, 95, 97, 103, 104, 105, 106, 108, 109, 114, 115, 117, 119, 120, 121, 122, 124, 126, 128, 129, 130)
- 2013: Wałęsa. Człowiek z nadziei jako Anna Walentynowicz
- 2014: Ławeczka w Unii jako dyrektorka szkoły Wiesława Oleś (odc. 2)
- 2015: Fajna ferajna czyli powstanie oczyma dzieci jako Kobieta (głos)
- 2016: Na dobre i na złe jako Janina (odc. 656)
- 2018–2019: Barwy szczęścia jako ciotka Maryla (odc. 1901, 1904, 1905, 1984, 1993)
- 2021: Dzieci Maharadży – Fajna Ferajna w Indiach – mama Wiesia (głos postaci animowanej)
- 2023: Macierz – Bożena